# Amphirosellinia
Amphirosellinia — рід грибів родини Ксиларієві (Xylariaceae). Назва вперше опублікована 2005 року.

## Види
База даних Species Fungorum станом на 18.11.2019 налічує 6 видів роду Amphirosellinia:
- Amphirosellinia evansii (Læssøe & Spooner) Y.M.Ju, J.D.Rogers & H.M.Hsieh, 2004
- Amphirosellinia fushanensis Y.M.Ju, J.D.Rogers & H.M.Hsieh, 2004
- Amphirosellinia gallaeciana J.Fourn. & J.M.Castro Marcote, 2018
- Amphirosellinia nigrospora Y.M.Ju, J.D.Rogers & H.M.Hsieh, 2004
- Amphirosellinia quercina (Petr.) Y.M.Ju, J.D.Rogers & H.M.Hsieh, 2004
- Amphirosellinia tennesseensis Lar.N.Vassiljeva, J.D.Rogers, Y.M.Ju & H.M.Hsieh, 2004